# 현대 앙트라지
현대 앙트라지(영어: Hyundai Entourage)는 기아자동차가 생산하여 현대자동차 이름으로 판매하였던 미니밴이다.

## 1세대(VQ)

### 앙트라지(2006년4월~2009년12월)

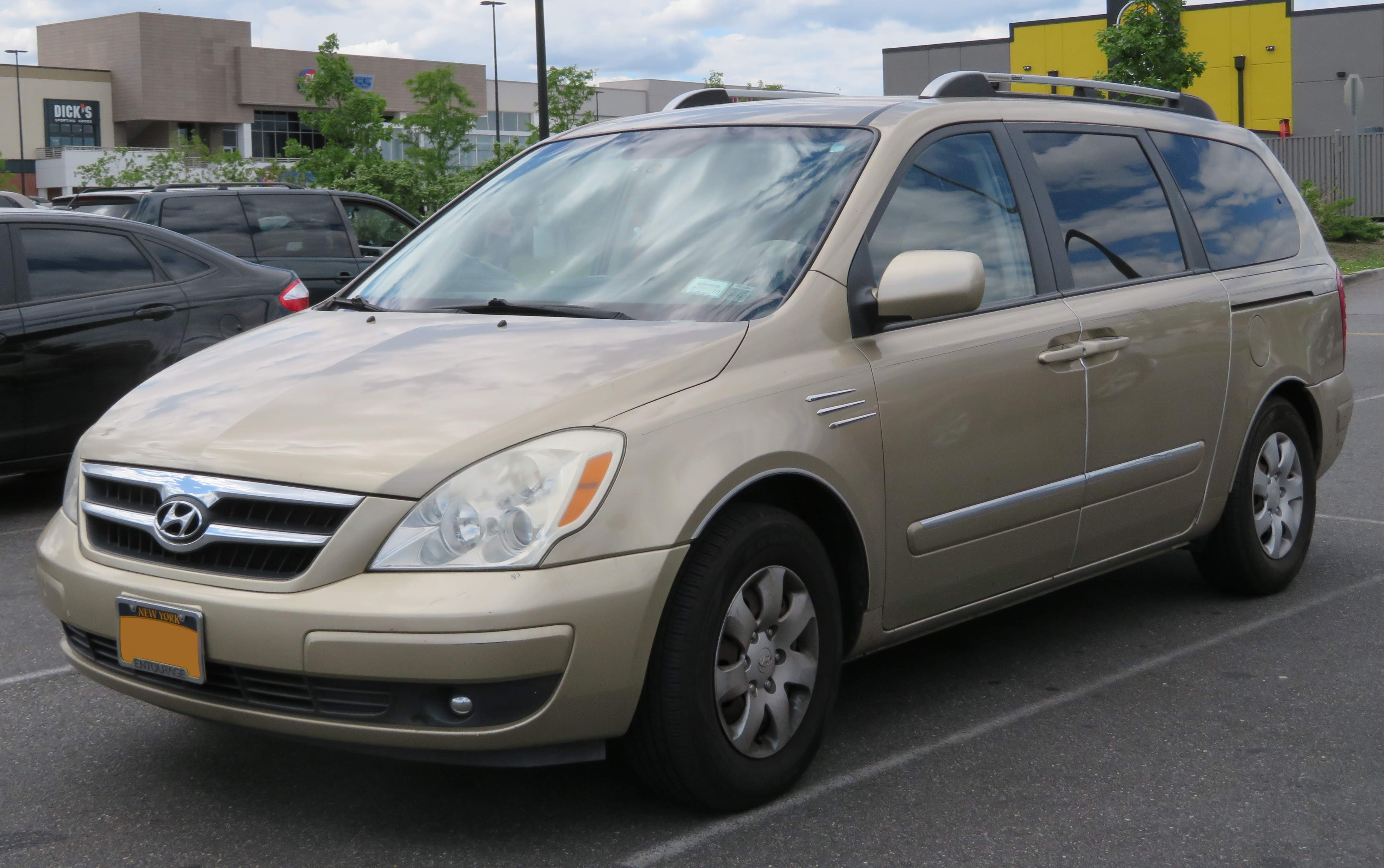
현대 앙트라지 정측면

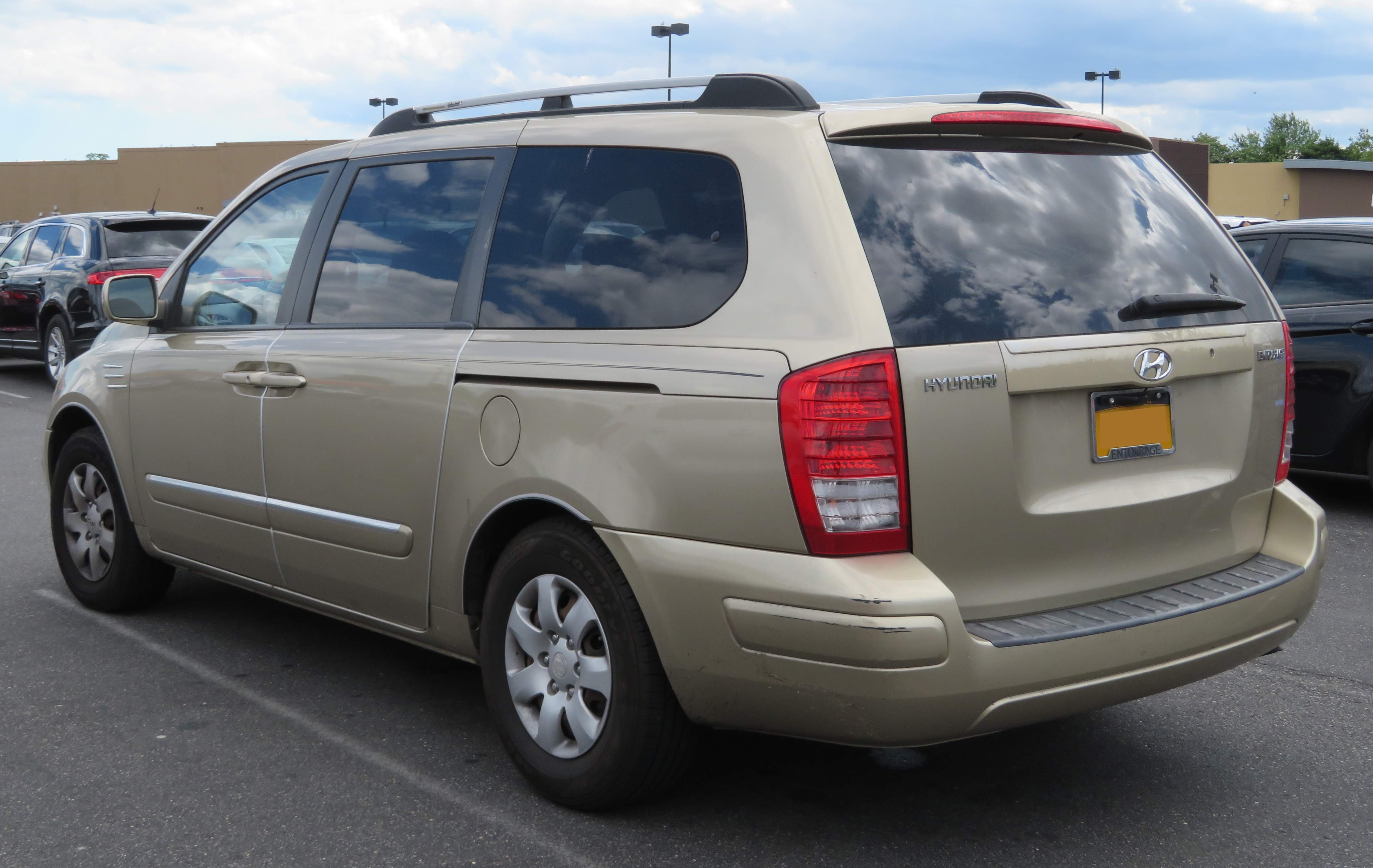
현대 앙트라지 후측면

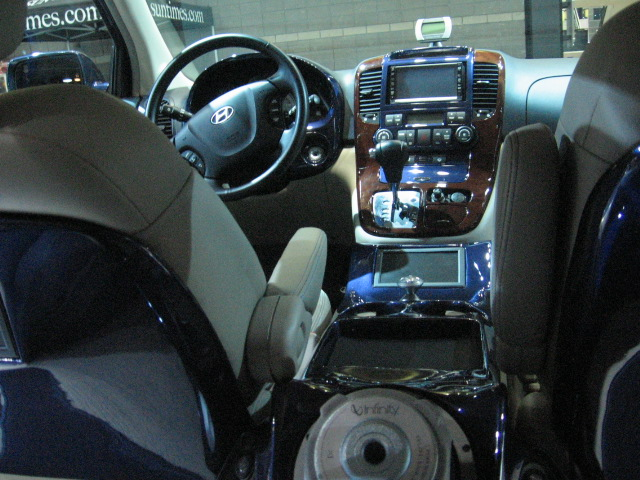
현대 앙트라지 실내

2006년 4월부터 미국과 캐나다에만 판매하였다. 미국과 캐나다에서 기존의 트라제 XG는 트렁크 용량이 작다는 점 등의 이유로 인해 현지 실정에 맞지 않아 진출하지 않았고, 이를 대신하여 현대자동차는 기아자동차의 뉴 카니발을 리뱃징하여 현대자동차의 브랜드로 판매하였다. 그랜드 카니발과 같이 기아자동차 소하리 공장에서 생산되었다. 기아자동차의 그랜드 카니발과 자매품이기 때문에 헤드 램프 등 일부를 제외하면 거의 같은 디자인을 가지고 있으며, 대한민국에서 판매되는 기아 카니발 리무진(9인승)과 같다. 라인업은 GLS, SE, 리미티드 등 3가지로 나뉘었고, 모두 그랜저(TG)에 장착한 3.8L V6 람다 엔진이 장착되었다. 2008년형에는 GLS에 프리미엄 패키지를 추가하면 SE와 같다는 이유로 SE가 사라졌으며, 엔진은 242마력 및 251 lb-ft에서 250마력 및 253 lb-ft으로 성능이 개선되었다. 새로 출시된 리미티드 얼티미트 패키지는 페달 조정 버튼, 좌석 포지션 메모리 시스템, 후진 장애물 경고 센서, 모터로 움직이는 테일 게이트, 선루프를 추가한 사양을 가지고 있다. 2009년 12월에 저조한 판매 실적에 따라 후속 차종 없이 단종되었다.